# بيتر ريجرت
بيتر ريجرت (بالإنجليزية: Peter Riegert)‏ (و. 1947  م) هو كاتب سيناريو، ومنتج أفلام، وممثل تلفزي، وممثل أفلام، ومخرج أفلام، وممثل مسرحي أمريكي، ولد في نيويورك.

## التعليم
تعلم في جامعة بافالو.

## وصلات خارجية
- بيتر ريجرت على موقع IMDb (الإنجليزية)
- بيتر ريجرت على موقع روتن توميتوز (الإنجليزية)
- بيتر ريجرت على موقع ألو سيني (الفرنسية)
- بيتر ريجرت على موقع ميوزك برينز (الإنجليزية)
- بيتر ريجرت على موقع أول موفي (الإنجليزية)
- بيتر ريجرت على موقع قاعدة بيانات برودواي على الإنترنت (الإنجليزية)
- بيتر ريجرت على موقع قاعدة بيانات الأفلام السويدية (السويدية)
- بيتر ريجرت على موقع إن إن دي بي (الإنجليزية)
- بيتر ريجرت على موقع ديسكوغز (الإنجليزية)
- بيتر ريجرت على موقع قاعدة بيانات الفيلم (الإنجليزية)